# Escudo de la Isla de Ascensión
El escudo de la isla Ascensión fue adoptado en el mes de agosto del año 2012. Era la única isla de la dependencia británica de Santa Elena, Ascensión y Tristán de Acuña que no contaba con un escudo de armas propio y que utilizó hasta aquella fecha el del Reino Unido.
Este escudo reúne figuras de especies destacadas de la  flora y fauna de la isla con elementos que aluden a su situación en el océano Atlántico.

## Blasonamiento
Ondado de argén y azur, un cheubrón de sínople acompañado de tres aves marinas en vuelo y alteradas de argén, picadas y membradas de lo mismo y colocadas dos y una. 

Por soportes dos tortugas marinas levantadas en su color y terrazadas de argén, las terrazas sumadas de brotes de sinople. Al timbre yelmo de argén forrado de gules, puesto de perfil mirando a la diestra, adornado de lambrequines de sínople y de argén y sumado de un burelete de lo mismo y de azur, el burelete sumado de un ondado de argén y de azur sumado de un navío en su color y acolado de un cheubrón de sínople, que es la cimera de la isla Ascensión.

El ondado de argén (o de plata) y de azur, ondas blancas y azules en terminología heráldica, simboliza la condición insular del territorio. El cheubrón, también llamado chevrón o cabrio de sínople, color verde, es una figura o pieza heráldica con forma de compás que suele estar asociada con una labor de protección y conservación o actuaciones realizadas con firmeza y constancia. Las tres aves marinas reflejan la presencia destacada de este tipo de animales en la isla, siendo las especies más relevantes la fregata de Ascensión Fregata aquila y el charrán sombrío, Sterna fuscata. Estas tres aves se encuentran volando y alteradas, con sus cabezas giradas a la derecha del espectador y no hacia la izquierda como es habitual. 
En heráldica las dos figuras que sostienen el escudo propiamente dicho se denominan soportes cuando representan animales reales o mitológicos. El blasón de la isla Ascensión cuenta como soportes con las figuras de dos tortugas marinas de la especie Chelonia mydas (tortuga verde). Se las describe como levantadas porque se encuentran erguidas y apoyadas sobre sus extremidades inferiores. Las tortugas están situadas sobre dos peñas, denominadas terrazas, decoradas con brotes de alguna de las especies vegetales endémicas de la ecorregión de la isla Ascensión y de sus islotes, dominada por praderas y matorrales.
Las armas de la isla aparecen timbradas con un yelmo situado de perfil de color gris y forrado de color rojo en su interior. Este casco está adornado con lambrequines de color verde y blanco, un burelete con los tres colores del escudo propiamente dicho y una cimera, que fue el adorno que se situaba sobre el casco de los caballeros. La cimera de la isla Ascensión consiste en la figura de un navío situado sobre las ondas que representan el Atlántico y delante (acolado) del cheubrón verde. Existe una variante con una cinta, sin leyenda alguna, situada en la parte inferior del escudo de armas. Este escudo parece representado en la bandera de la isla, adoptada  el 11 de mayo de 2013.